# یایژنگ
یایژنگ (به لاتین: Yizheng) یک شهر در سطح شهرستان در جمهوری خلق چین است که در یانگژو واقع شده‌است.